# Fustignac
Fustignac település Franciaországban, Haute-Garonne megyében. Lakosainak száma 71 fő (2022. január 1.). Fustignac Castelnau-Picampeau, Lussan-Adeilhac, Montégut-Bourjac és Montoussin községekkel határos.

## Népesség
A település népességének változása:
| Lakosok száma | 72   | 61   | 57   | 70   | 79   | 80   | 80   | 82   | 79   | 71   |
|               | 1968 | 1982 | 1990 | 2006 | 2013 | 2015 | 2017 | 2019 | 2020 | 2022 |